# Castrojeriz
Castrojeriz es una localidad y un municipio español situado en la provincia de Burgos, en la comunidad autónoma de Castilla y León, comarca de Odra-Pisuerga, partido judicial de Burgos, cabecera del ayuntamiento de su nombre, y antigua cabeza del partido judicial de Castrojeriz. Cuenta con una población de 780 habitantes (INE 2024). 
La localidad es una parada destacada en el Camino de Santiago, que la cruza longitudinalmente a lo largo de más de 1500 metros, siendo la travesía más larga de toda la ruta jacobea. Esta ruta constituye la más transitada de las rutas peninsulares de Santiago, potenciado políticamente por Alfonso VI al aprovechar la antigua vía hispanorromana que discurría entre Burdeos y Galicia-Lusitania.
En 2015, la Unesco aprueba la ampliación del Camino de Santiago en España a «Caminos de Santiago de Compostela: Camino francés y Caminos del Norte de España», España envió como documentación un «Inventario Retrospectivo - Elementos Asociados» (Retrospective Inventory - Associated Components) en el que en el n.º 1181 figura la localidad de Castrojeriz, con un ámbito de elementos asociados.
Forma parte de la ruta turística de Las cuatro villas de Amaya, junto a Villadiego, Melgar de Fernamental y Sasamón.
Está catalogado como uno de Los Pueblos Más Bonitos de España desde el año 2023 y pertenece desde entonces a la asociación homónima.

## Geografía
Villa situada junto al río Odra, poco antes de su unión con el Pisuerga. Es muy probable que se trate del antiguo Castrum Sigerici mencionado en la Crónica Albeldense del s. X, puesto que hay constancia documental de la evolución fonética hasta el actual "Castrojeriz". Existe un castillo en ruinas en lo alto del cerro que domina la localidad, que fue su primer núcleo habitado y tiene, por tanto, mucha historia. Fue fundación del conde Muño (o Nuño Núñez), que defendió la fortaleza a finales del siglo IX contra los árabes. Antes había sido fortaleza celtíbera, romana y visigoda.

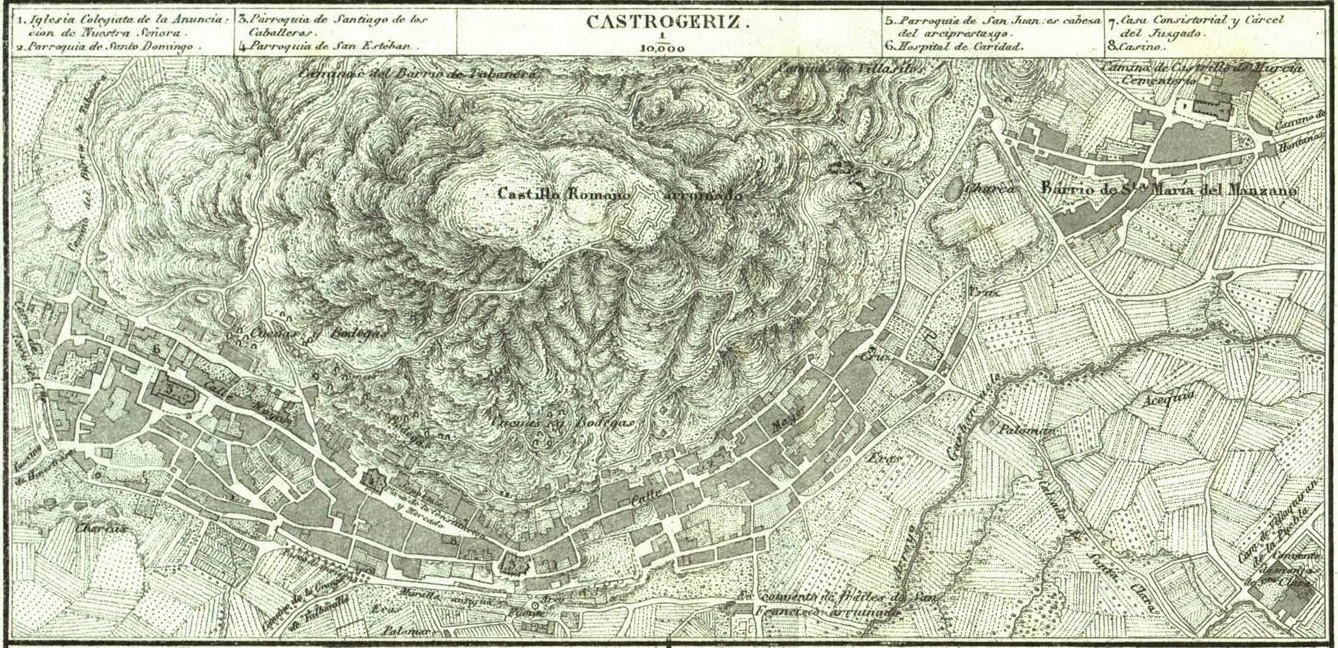
Mapa de la localidad publicado en 1868 realizado por Francisco Coello

En el año 974 el conde de Castilla García Fernández le otorgó un Fuero. Este Fuero de Castrojeriz es considerado el primero otorgado en toda Castilla; y en él, cualquier campesino que poseyese un caballo era equiparado a un infanzón (caballeros villanos).

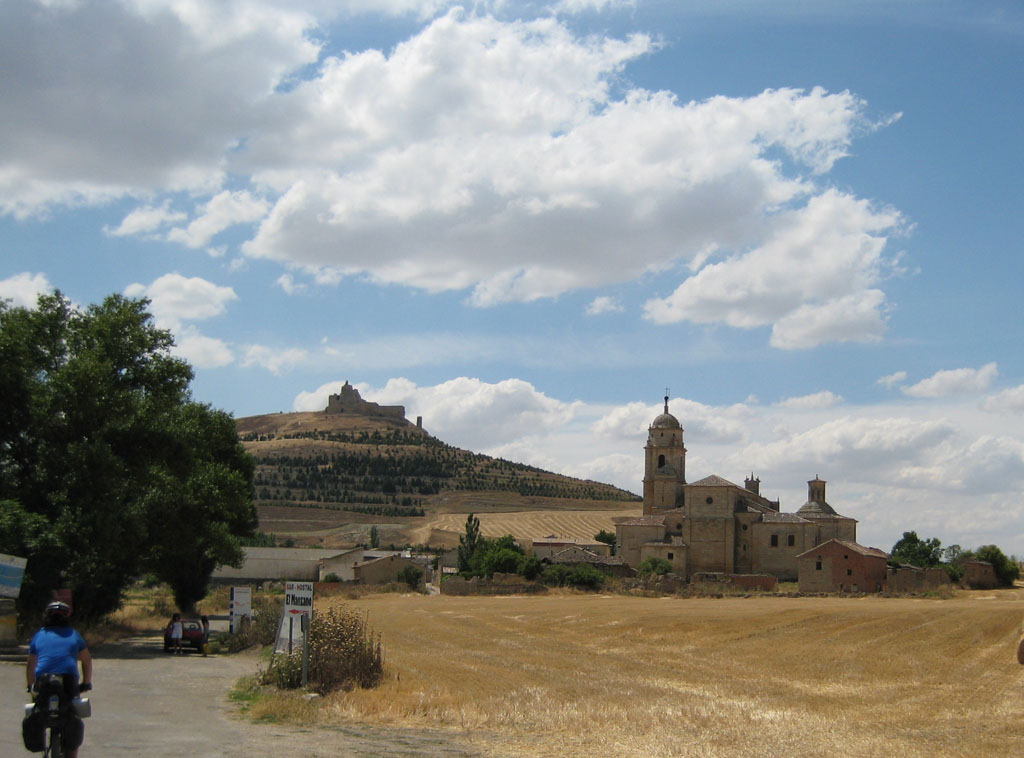
Vista de Castrojeriz

El pueblo de Castrojeriz como tal, situado al pie del cerro del castillo, es un ejemplo de urbanismo jacobeo, pues todas sus casas  están situadas a lo largo del Camino de Santiago. Esta calle-camino es la más larga de todas las que existen en la ruta jacobea, y en ella se encuentran varios edificios notables, tanto religiosos como civiles. Y, como etapa importante que siempre fue del camino jacobeo, tuvo también varios hospitales.
Existe un crucero que luce una TAU en lugar de la cruz latina. Se trata quizás de un recuerdo de la Orden de los Antonianos, que tuvieron monasterio y hospital a las afueras de la villa; allí curaban y atendían a los enfermos del fuego de San Antón, llamado también fuego sagrado o fuego de enfermo.
Históricamente fue cabecera del Partido de Castrojeriz, uno de los catorce que formaban la Intendencia de Burgos, durante el periodo comprendido entre 1785 y 1833. En el Censo de Floridablanca de 1787 aparece como jurisdicción de señorío, siendo su titular la marquesa de Camarasa, con alcalde ordinario.

## Demografía
Castrojeriz cuenta con una población de 780 habitantes (INE 2024).
| Gráfica de evolución demográfica de Castrojeriz entre 1842 y 2021 |
| |
| Población de derecho según los censos de población del INE Población de hecho según los censos de población del INEEntre el censo de 1960 y el anterior, crece el término del municipio porque incorpora a Barrio de Santa María del Manzano. Entre el censo de 1981 y el anterior, crece el término del municipio porque incorpora a HInestrosa, Villasilos y Villaveta. |

### Población por núcleos
| Núcleos     | Habitantes (2000) | Habitantes (2010) | Notas      |
| ----------- | ----------------- | ----------------- | ---------- |
| Castrojeriz | 600               | 567               |            |
| Hinestrosa  | 74                | 56                |            |
| Tabanera    | 0                 | 0                 | Despoblado |
| Valbonilla  | 72                | 71                |            |
| Vallunquera | 63                | 41                |            |
| Villasilos  | 112               | 103               |            |
| Villaveta   | 75                | 44                |            |

Entre el censo de 1860 y el anterior, crece el término del municipio porque incorpora a 09507 Barrio de Santa María del Manzano; contaba entonces con una extensión superficial de 9221 hectáreas.
Entre el censo de 1981 y el anterior, crece el término del municipio porque incorpora a 09157 Hinestrosa, 09462 Villasilos con 1700 hectáreas y 09469 Villaveta con 1677 hectáreas.

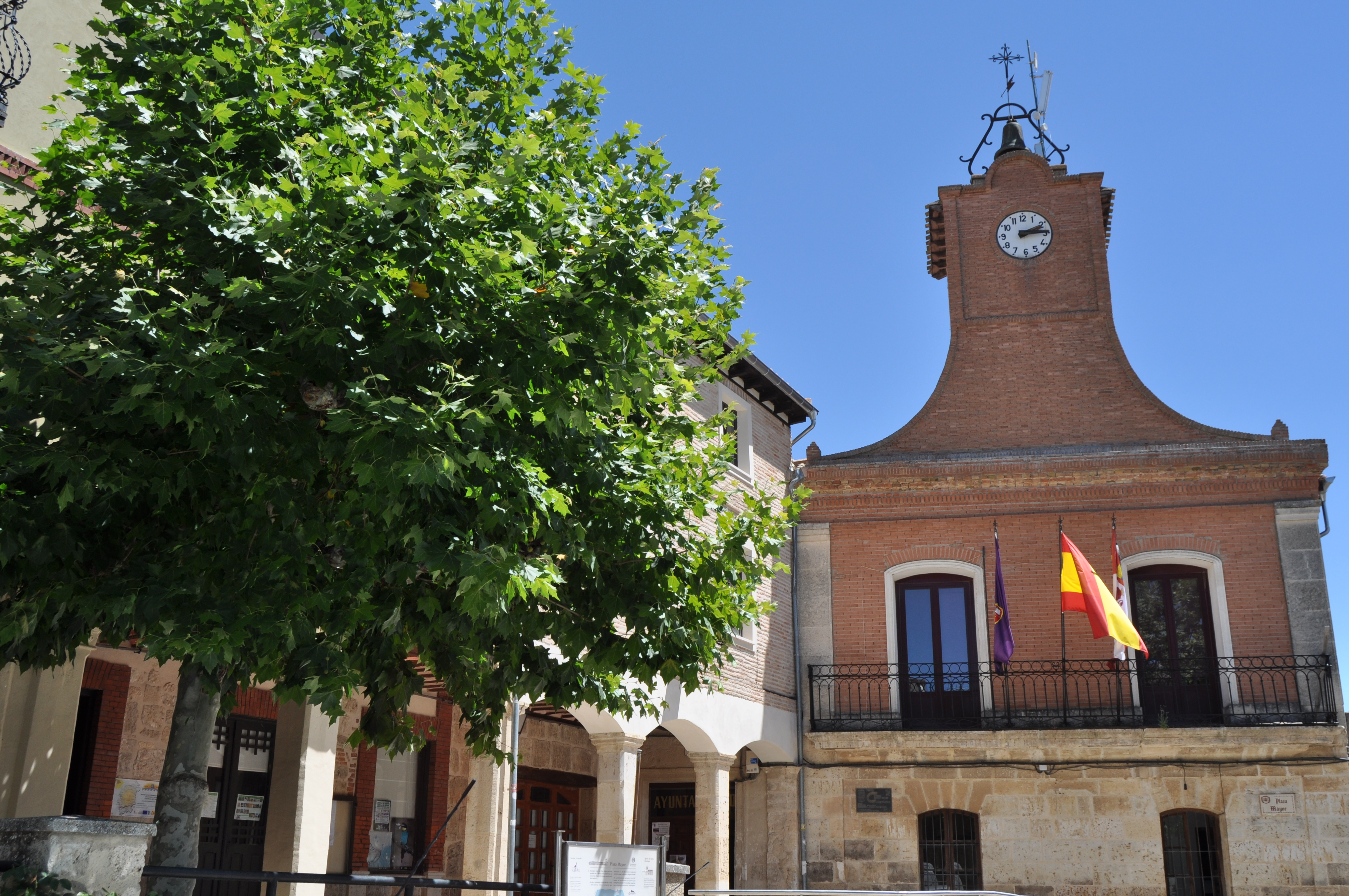
Casa consistorial

## Patrimonio

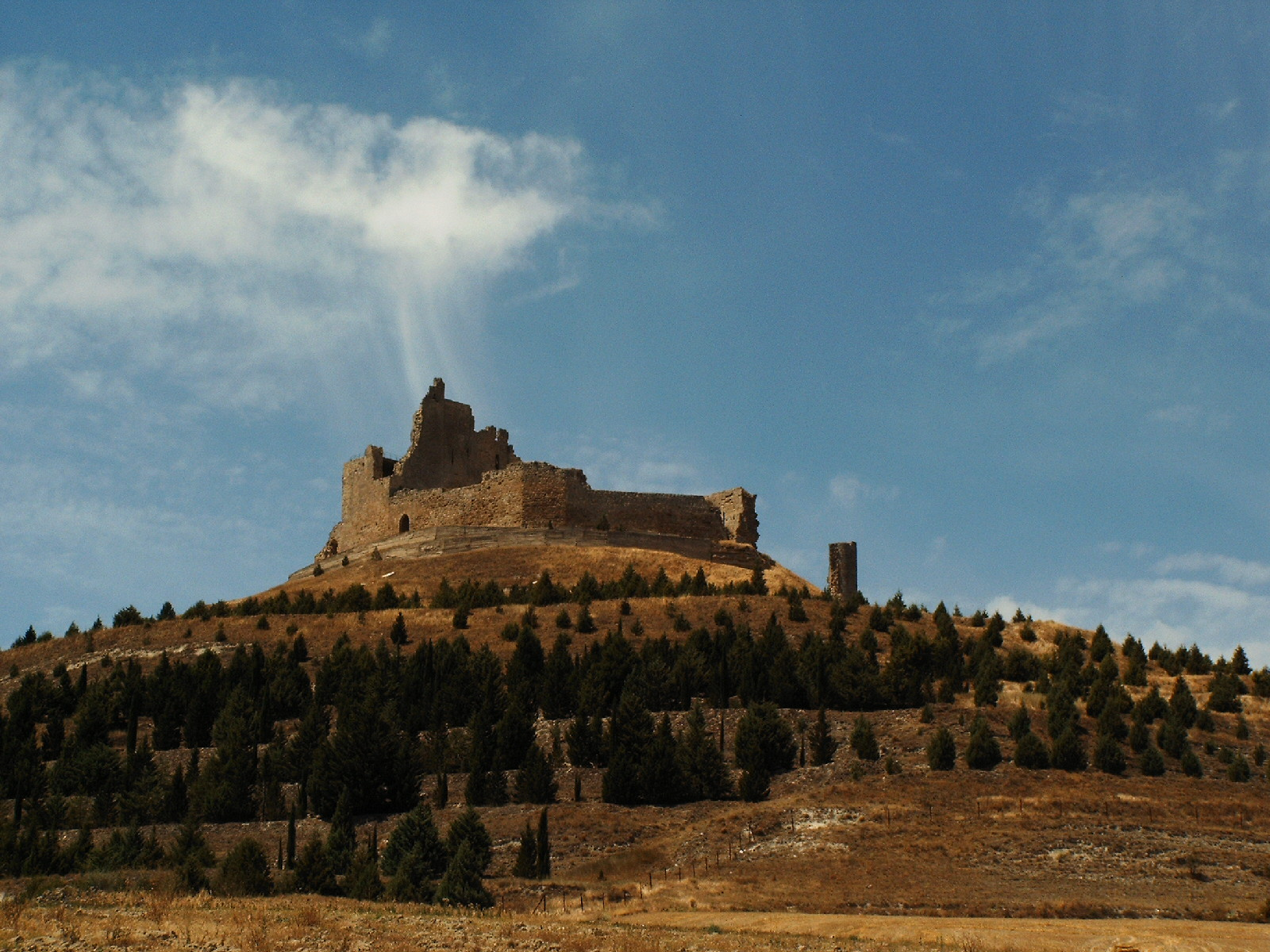
Ruinas del castillo de Castrojeriz

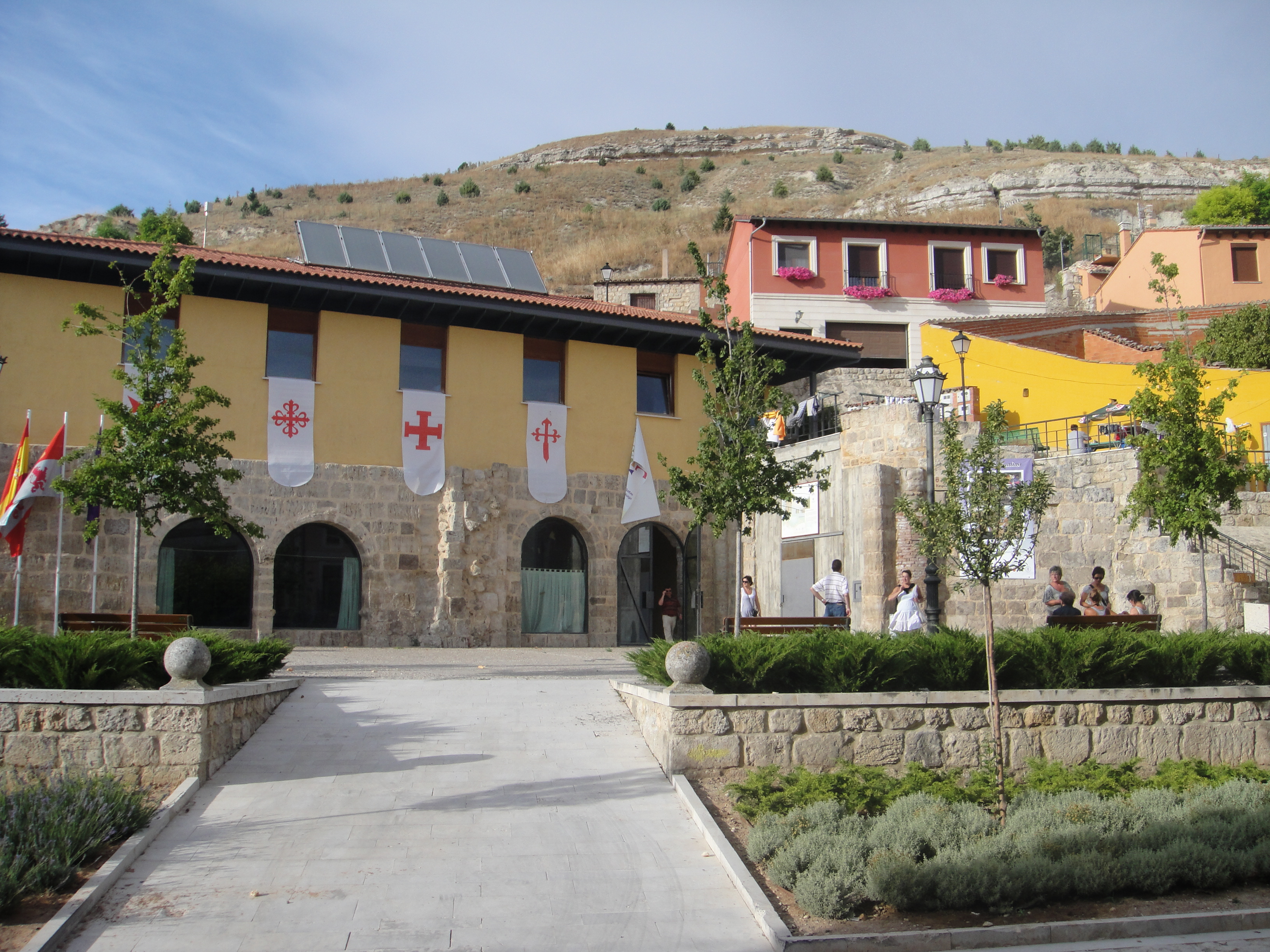
Antigua iglesia de San Esteban, habilitada como hospedería de peregrinos

### La villa
- Bien de Interés Cultural
- Categoría: CONJUNTO HISTÓRICO
- Observaciones: Parte integrante del Camino de Santiago delimitado por decreto 324/99, de 23 de diciembre
- Fecha — Incoación: 20/12/1974 — Declaración: 20/12/1974 — BOE Declaración: 31/01/1975

### Castillo de Castrojeriz
- Bien de Interés Cultural
- Fecha — Incoación: 22/04/1949 — Declaración: 22/04/1949 — BOE Declaración: 05/05/1949

En él fue asesinada en 1359 la reina Leonor de Castilla, hija del rey Fernando IV de Castilla y esposa del rey Alfonso IV de Aragón, por orden de su sobrino, Pedro I. En 2013, terminaron las obras de la puesta en valor para su visita turística.

### Casa denominada "El Fuerte"
- Bien de Interés Cultural
- Fecha — Incoación: 22/04/1949 — Declaración: 22/04/1949 — BOE Declaración: 05/05/1949

### La Torre
- Bien de Interés Cultural
- Fecha — Incoación: 22/04/1949 — Declaración: 22/04/1949 — BOE Declaración: 05/05/1949

### Iglesia de Santa María, San Juan y Santo Domingo
Iglesia parroquial de Santa María, San Juan y Santo Domingo, en el Arcipestrazgo de Amaya, diócesis de Burgos. Dependen las localidades de Castellanos de Castrojeriz, Hontanas, Tabanera de Castrojeriz y Villaquirán de la Puebla.
- Bien de Interés Cultural
- Fecha — Incoación: 21/11/1980 — Declaración: 29/06/1990 — BOE Declaración: 03/07/1990

Está en la calle-camino. De aspecto castrense con esbelta torre y restos románicos en la base de la iglesia. Inmenso templo columnario de 3 naves, bóvedas con nervios que se abren como si fueran palmeras. Perteneció a los Templarios y más tarde a la orden de los Hermanos Hospitalarios de San Antonio. En lo alto se ve el rosetón, soberbio ejemplar de estrella de cinco puntas, pentágono invertido de simbología tradicionalmente mística y el pentáculo recto que representaba el Hombre Cósmico.
El edificio actual fue erigido para enterramiento de varias familias de linaje. Contiene los siguientes elementos principales de interés:
- Claustro del siglo XVI. Conserva tres galerías o pandas. Tiene un artesonado mudéjar con alusiones astrológicas y decoración con escudos de los Gómez Sandoval, que fueron señores de Castrojeriz entre los años 1426 y 1476. En los capiteles de las columnas hay algunas cruces pateadas, de origen templario.
- Capilla funeraria de don Juan González Gallo, situada en la nave sur. Es del siglo XVI. El retablo está compuesto por 12 tablas atribuidas a Ambrosius Benson.
- Capilla de los Castro-Mújica, situada en el primer tramo de la nave norte. Fue construida por Juan y Pedro Henestrosa. Se encuentra el enterramiento gótico de Diego de Mújica muerto en 1527. Se representa con el busto yacente y el sarcófago adornado con sus escudos
- El retablo mayor, de pino dorado y estilo rococó del siglo XVIII, fue mandado hacer por el Comendador mayor y Preceptor General de la Orden de San Antonio, Damián García Olloqui,[7] para el convento de San Antón de la localidad, y trasladado a la iglesia de San Juan cuando la Orden de San Antonio fue unida canónicamente a la Orden de Malta en 1777 y finalmente extinta en 1791.
- Tiene coro alto a los pies, con pretil y escalera de acceso con tracerías góticas.

### Ruinas del convento de San Antón

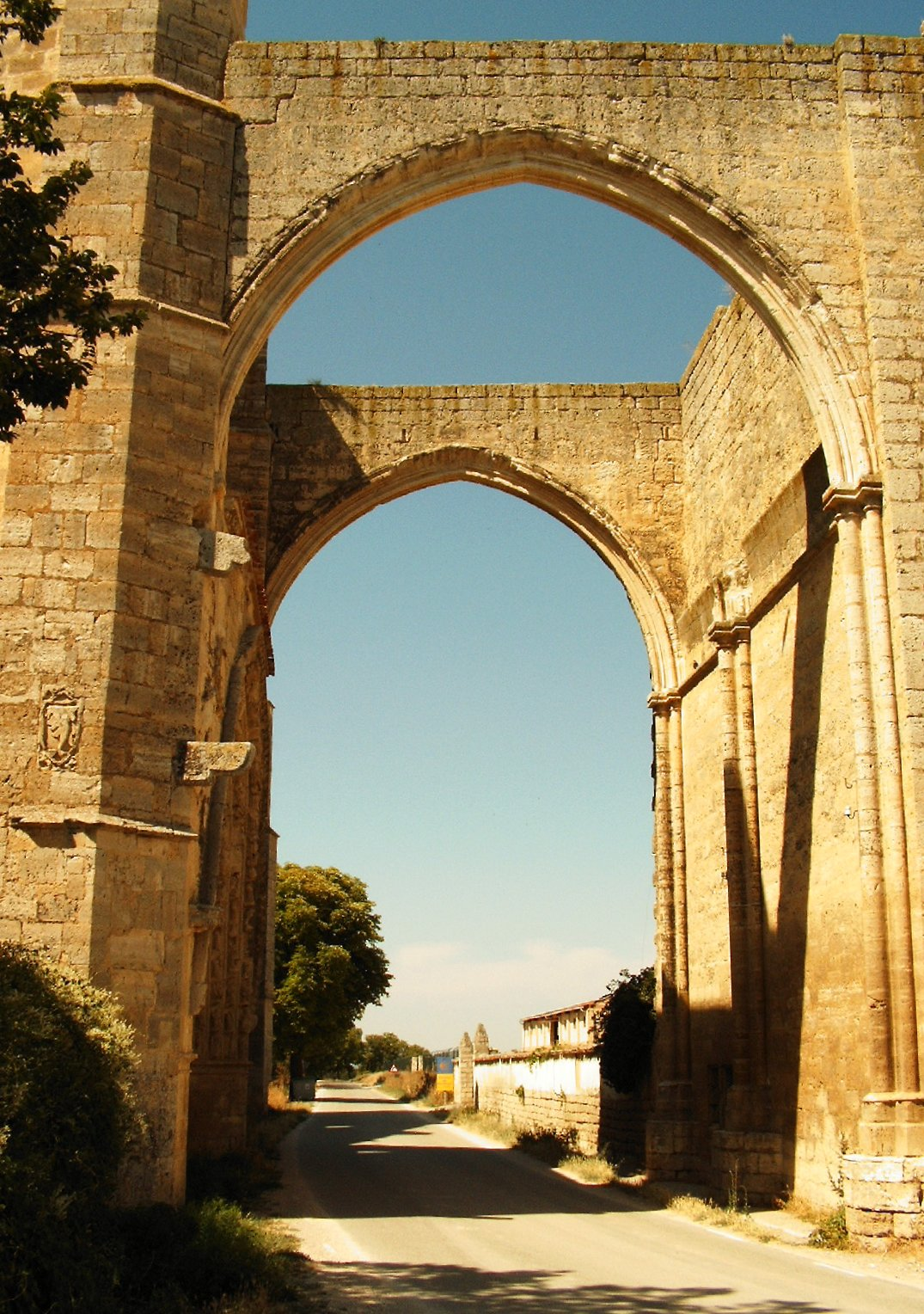
Arco en las ruinas del convento de San Antón

A las afueras de Castrojeriz, sobre lo que fue anteriormente el palacio y la huerta del rey Pedro I de Castilla, se hallan las ruinas del antiguo monasterio de San Antón, regido por los antonianos, que se dedicaban a cuidar de los enfermos que llegaban haciendo el Camino de Santiago, sobre todo de los que presentaban la enfermedad llamada del fuego de San Antón, fuego sagrado, fuego de enfermo. En la actualidad solo queda en pie el arco que formaba un túnel, por donde entraban y salían los peregrinos.
Este monasterio estuvo bajo la protección real, por eso hay escudos reales en la portada de la iglesia y en las claves de las bóvedas. Lo fundó Alfonso VII en el siglo XII (año 1146), y fue conocido como real xenodoquio de San Antonio Abad. Las ruinas actuales son del siglo XIV. El hospital tuvo mucha importancia, pues fue la sede de la Encomienda General de la Orden de San Antonio en los distintos reinos de la Corona de Castilla y Portugal, con más de veinte encomiendas dependientes (casas-monasterios-hospitales). Eran famosas las ceremonias que hacían los monjes antonianos para bendecir diversos objetos, a las que acudían muchos fieles. Bendecían:
- La cruz llamada Tau o Thau. Fue usada por el fundador de la orden en memoria de la liberación de los primogénitos de los hebreos, los cuales tenían sus puertas marcadas con este símbolo. Esta Tau libraba de pestilencias a todo el que la llevaba.
- El pan de San Antonio, que se daba a todos los peregrinos y era elaborado contra enfermedades y peligros de mar y tierra. Antes de cocer se signaba con la Tau y se bendecía en la fiesta de San Antonio.
- El vino santo, remedio del fuego. Se daban casos de curación de los lacerados por su contacto y aspersión.
- Campanillas del Santo y otros objetos.
- Puente de Bárcena o Puente Largo que es camino de peregrinos y Puente de Tabanera.

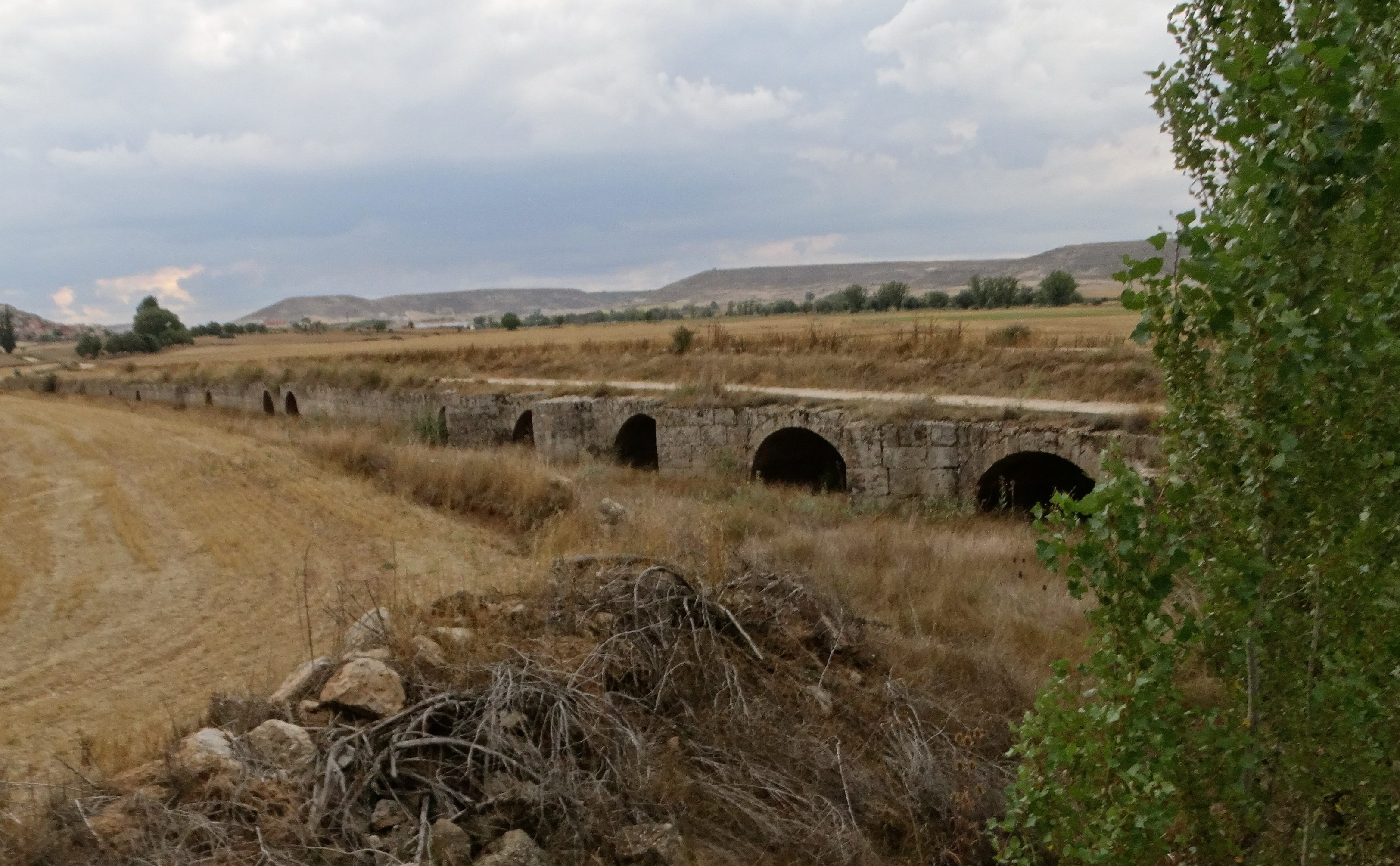
Puente de Bárcena

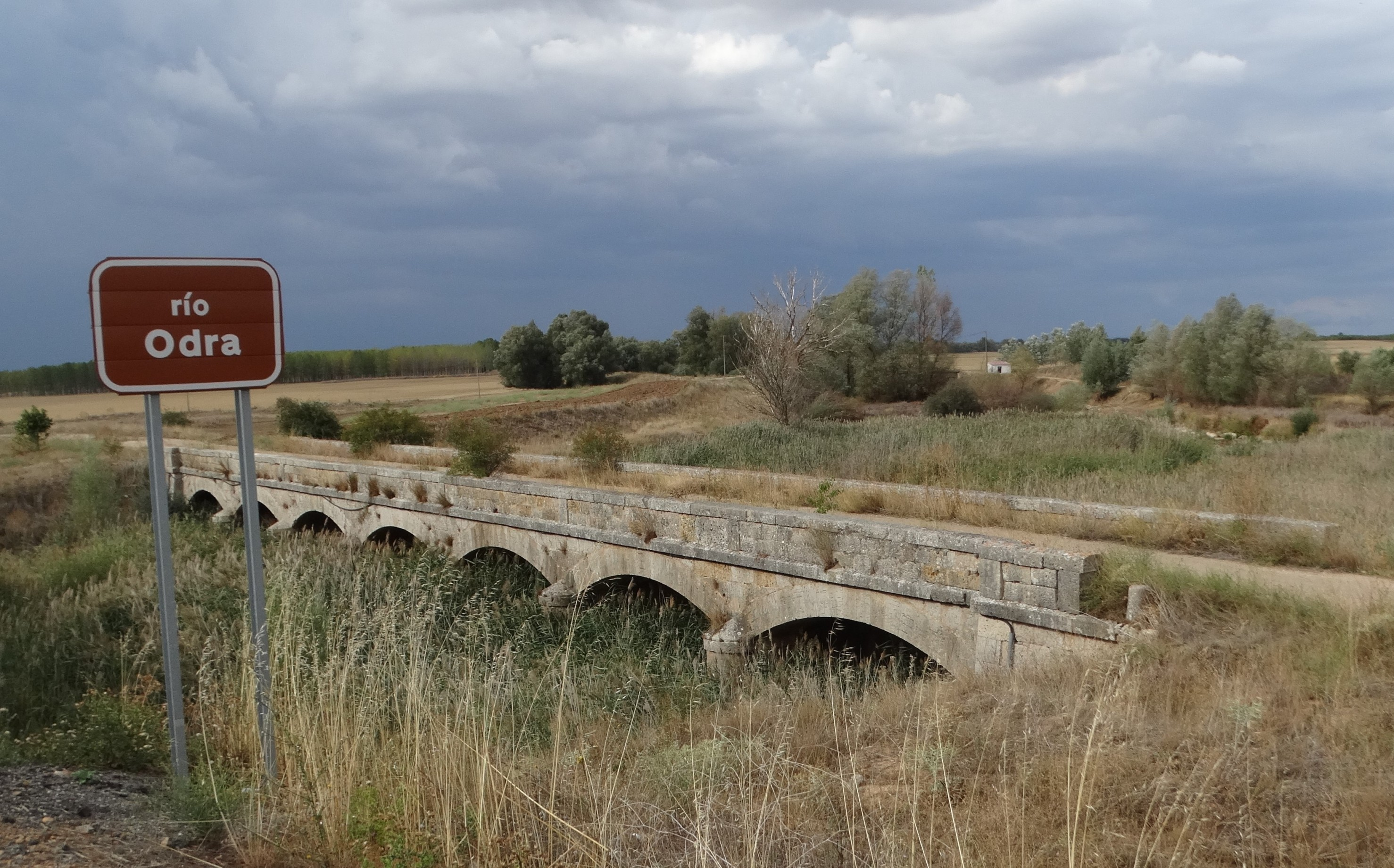
Puente de Tabanera